# RPL38
RPL38 (англ. Ribosomal protein L38) – білок, який кодується однойменним геном, розташованим у людей на короткому плечі 17-ї хромосоми. Довжина поліпептидного ланцюга білка становить 70 амінокислот, а молекулярна маса — 8 218.
| 10         |  | 20         |  | 30         |  | 40         |  | 50         |
| ---------- |  | ---------- |  | ---------- |  | ---------- |  | ---------- |
| MPRKIEEIKD |  | FLLTARRKDA |  | KSVKIKKNKD |  | NVKFKVRCSR |  | YLYTLVITDK |
| EKAEKLKQSL |  | PPGLAVKELK |  |            |  |            |  |            |

A: Аланін

C: Цистеїн

D: Аспарагінова кислота

E: Глутамінова кислота

F: Фенілаланін

G: Гліцин

I: Ізолейцин

K: Лізин

L: Лейцин

M: Метіонін

N: Аспарагін

P: Пролін

Q: Глутамін

R: Аргінін

S: Серин

T: Треонін

V: Валін

Кодований геном білок за функціями належить до рибонуклеопротеїнів, рибосомних білків. 
Задіяний у такому біологічному процесі, як ацетилювання.